# Stephen Gionta
Stephen Michael Gionta (Rochester, 9 ottobre 1983) è un ex hockeista su ghiaccio statunitense.
È il fratello di Brian Gionta.

## Carriera
Non è mai stato selezionato al Draft NHL, ma dopo essersi laureato al Boston College fu messo sotto contratto dagli Albany River Rats, squadra dell'AHL affiliata ai New Jersey Devils. Debuttò con i Rats il 13 aprile 2006 in una gara contro gli Springfield Falcons, vinta per 5-3, in cui realizzò una tripletta e mise a segno un assist. In seguito, rimase nel giro dei Devils giocando per i Lowell Devils e, dopo il loro trasferimento, per gli Albany Devils. Il 4 dicembre 2010 ricevette una convocazione dalla prima squadra, ed il giorno dopo debuttò in NHL in una gara persa per 3-0 in casa con i New York Rangers.
Il 7 aprile 2012 scese in campo nell'ultima gara della regular season 2011-2012 e realizzò il suo primo gol in NHL, con cui permise ai Devils di superare per 3-2 gli Ottawa Senators. Nei playoff fu usato con maggiore regolarità, ed il 17 aprile mise a segno la sua prima rete nei medesimi, in una sconfitta per 4-3 con i Florida Panthers. Il 23 maggio, nella partita vinta per 5-3 contro i New York Rangers, gara-5 della finale di Conference, realizzò un gol ed un assist, completando la sua prima gara a più punti nel post-season. I Devils arrivarono fino in finale di playoff, ma furono sconfitti dai Los Angeles Kings.
A causa del lock out, iniziò la stagione 2012-2013 con gli Albany Devils. Il campionato riaprì in gennaio, e fu utilizzato con regolarità, giocando tutte le 48 partite della stagione ridotta, ma nonostante un apporto di 4 reti e 10 assist, i Devils non raggiunsero i playoff.
Rimase ai Devils fino all'estate del 2016, quando non rinnovò il contratto; rimase senza squadra fino al successivo mese di ottobre, quando fu messo sotto contratto dai Bridgeport Sound Tigers; due mesi dopo passò ai New York Islanders con cui concluse la stagione. Il contratto coi newyorkesi venne rinnovato per un anno, ma il giocatore venne girato nuovamente ai Sound Tigers.

### Nazionale
Nel 2001 Gionta fu convocato dalla nazionale statunitense per prendere parte ai mondiali Under-18, in cui la sua squadra fu eliminata nei quarti di finale dalla Repubblica Ceca per 5-4 in overtime ed ottenne il sesto posto; Gionta scese in campo 6 volte, realizzando 2 gol.
Nel 2013, non prendendo parte ai playoff, fu convocato al mondiale 2013 dalla nazionale maggiore. Esordì nella prima gara, giocata il 4 maggio e vinta per 5-3 con l'Austria. Quattro giorni dopo segnò la sua prima rete nella competizione nella partita vinta per 4-1 con la Finlandia, per poi andare in gol contro Francia e Germania. Terminò la rassegna con 10 presenze e 3 reti; gli USA furono eliminati in semifinale dalla Svizzera, ma vinsero la finale per il terzo posto contro la Finlandia.